# Brian Gutiérrez
Brian Gutiérrez (Berwyn, 17 giugno 2003) è un calciatore statunitense, centrocampista dei Chicago Fire.

## Carriera

### Club
Cresciuto nel settore giovanile del Chicago Fire, ha esordito in prima squadra il 21 agosto 2020 disputando l'incontro di MLS perso 3-0 contro il Columbus Crew.

### Nazionale
Il 18 gennaio 2025 debutta con gli Stati Uniti nell'amichevole vinta per 3-1 contro Venezuela.

## Statistiche

### Presenze e reti nei club
Statistiche aggiornate al 20 ottobre 2024.
| Stagione        | Squadra         | Campionato      | Campionato | Campionato | Coppe nazionali | Coppe nazionali | Coppe nazionali | Coppe continentali | Coppe continentali | Coppe continentali | Altre coppe | Altre coppe | Altre coppe | Totale | Totale |
| Stagione        | Squadra         | Comp            | Pres       | Reti       | Comp            | Pres            | Reti            | Comp               | Pres               | Reti               | Comp        | Pres        | Reti        | Pres   | Reti   |
| --------------- | --------------- | --------------- | ---------- | ---------- | --------------- | --------------- | --------------- | ------------------ | ------------------ | ------------------ | ----------- | ----------- | ----------- | ------ | ------ |
| 2020            | Chicago Fire    | MLS             | 6          | 0          |                 | -               | -               |                    | -                  | -                  | MiB         | 0           | 0           | 6      | 0      |
| 2021            | Chicago Fire    | MLS             | 17         | 0          |                 | -               | -               |                    | -                  | -                  |             | -           | -           | 17     | 0      |
| 2022            | Chicago Fire    | MLS             | 33         | 2          | USOC            | 1               | 0               |                    | -                  | -                  |             | -           | -           | 34     | 2      |
| 2023            | Chicago Fire    | MLS             | 32         | 2          | USOC            | 3               | 0               |                    | -                  | -                  | LC          | 3           | 0           | 38     | 2      |
| 2024            | Chicago Fire    | MLS             | 32         | 6          |                 | -               | -               |                    | -                  | -                  | LC          | 2           | 0           | 34     | 6      |
| Totale carriera | Totale carriera | Totale carriera | 120        | 10         |                 | 4               | 0               |                    | -                  | -                  |             | 5           | 0           | 129    | 10     |

### Cronologia presenze e reti in nazionale
| Cronologia completa delle presenze e delle reti in nazionale ― Stati Uniti | Cronologia completa delle presenze e delle reti in nazionale ― Stati Uniti | Cronologia completa delle presenze e delle reti in nazionale ― Stati Uniti | Cronologia completa delle presenze e delle reti in nazionale ― Stati Uniti | Cronologia completa delle presenze e delle reti in nazionale ― Stati Uniti | Cronologia completa delle presenze e delle reti in nazionale ― Stati Uniti | Cronologia completa delle presenze e delle reti in nazionale ― Stati Uniti | Cronologia completa delle presenze e delle reti in nazionale ― Stati Uniti |
| Data                                                                       | Città                                                                      | In casa                                                                    | Risultato                                                                  | Ospiti                                                                     | Competizione                                                               | Reti                                                                       | Note                                                                       |
| -------------------------------------------------------------------------- | -------------------------------------------------------------------------- | -------------------------------------------------------------------------- | -------------------------------------------------------------------------- | -------------------------------------------------------------------------- | -------------------------------------------------------------------------- | -------------------------------------------------------------------------- | -------------------------------------------------------------------------- |
| 18-1-2025                                                                  | Fort Lauderdale                                                            | Stati Uniti                                                                | 3 – 1                                                                      | Venezuela                                                                  | Amichevole                                                                 | -                                                                          | 73’                                                                        |
| 23-1-2025                                                                  | Orlando                                                                    | Stati Uniti                                                                | 3 – 0                                                                      | Costa Rica                                                                 | Amichevole                                                                 | -                                                                          | 46’                                                                        |
| Totale                                                                     |                                                                            | Presenze                                                                   | 2                                                                          |                                                                            | Reti                                                                       | 0                                                                          |                                                                            |